# Młynary
Młynary (niem. Mühlhausen) – miasto w północnej Polsce, w woj. warmińsko-mazurskim, w powiecie elbląskim, siedziba gminy miejsko-wiejskiej Młynary.
Pod względem historycznym Młynary leżą w części Pogezanii należącej do Prus Górnych i zwanej Hockerlandią, ponadto bywają czasem zaliczane do (szeroko rozumianego) Powiśla. Miasto posiada dobre połączenie drogowe z Elblągiem (DW509), Olsztynem, Pasłękiem (DW505), Braniewem, a także kolejowe z Elblągiem i Braniewem.

## Historia
Młynary na miejscu wcześniejszej osady pruskiej w 1327 założyli Krzyżacy, w 1329 uzyskało prawa miejskie, było to miasteczko obwiedzione murami miejskimi z cegły z dwoma bramami: Górną i Dolną. W 1338 nastąpiło ponowienie praw miejskich, w skład zabudowy wchodził obronny kościół. Bliskość Braniewa, Ornety i Elbląga sprawiła, że miasto nigdy nie doświadczyło prężnego rozwoju. Pełniło rolę lokalnego ośrodka handlu i usług.

Akt oddania się stanów pruskich królowi Polski Kazimierzowi IV Jagiellończykowi i Koronie Królestwa Polskiego, 1454, Archiwum Główne Akt Dawnych

Od początku znaczną część mieszczan stanowili Polacy (do XVI w. wszystkie nabożeństwa odbywały się w języku polskim, a w akcie ponowienia praw miejskich znalazły się zapisy dotyczące sposobu rozstrzygania sporów pomiędzy ludnością polską i pozostałą). W 1440 miasto przystąpiło do antykrzyżackiego Związku Pruskiego, na prośbę którego w 1454 król Kazimierz IV Jagiellończyk ogłosił wcielenie regionu do Królestwa Polskiego, niemniej po wybuchu wojny trzynastoletniej zostało w 1455 r. zdobyte przez Krzyżaków, którzy w ramach zemsty utopili burmistrza miasta. W tym samym roku zostało odbite przez siły propolskie. Na mocy II pokoju toruńskiego (1466) miasto weszło w skład Prus Zakonnych, jako część i lenno Królestwa Polskiego, a później okręgu górnopruskiego Prus Książęcych.
Po pożarze z 1547, w l. 1547-1553 odbudowano dzisiejszy kościół św. Piotra Apostoła, rozbudowany w kolejnych dziesięcioleciach. W 1625 wskutek epidemii dżumy zmarło ok. 10% populacji miasta. W 1773 r. król pruski ulokował w Młynarach 52 Pułk Fizylierów wojska pruskiego. W latach 1856–1857 wzniesiono nowy kościół katolicki, a w 1864 zainstalowano oświetlenie uliczne. W 1871 spłonął młynarski ratusz. W 1945 miasto wraz z południową częścią Prus Wschodnich zostało przyłączone do Polski, ale w konsekwencji zniszczeń sięgających 80% utraciło wówczas prawa miejskie, które odzyskało dopiero w 1984 r. Początkowo należało administracyjnie do okręgu mazurskiego, następnie od 1946 r. weszło w skład województwa olsztyńskiego, a w latach 1975–1998 należało do województwa elbląskiego.

## Demografia
Dane z 31 grudnia 2017 roku.
| Opis                              | Ogółem | Ogółem | Kobiety | Kobiety | Mężczyźni | Mężczyźni |
| --------------------------------- | ------ | ------ | ------- | ------- | --------- | --------- |
| jednostka                         | osób   | %      | osób    | %       | osób      | %         |
| populacja                         | 1 782  | 100    | 898     | 50,4    | 884       | 49,6      |
| gęstość zaludnienia (mieszk./km²) | 645    | 645    | 325     | 325     | 320       | 320       |

Według danych z 30 czerwca 2012 miasto miało 1859 mieszkańców.

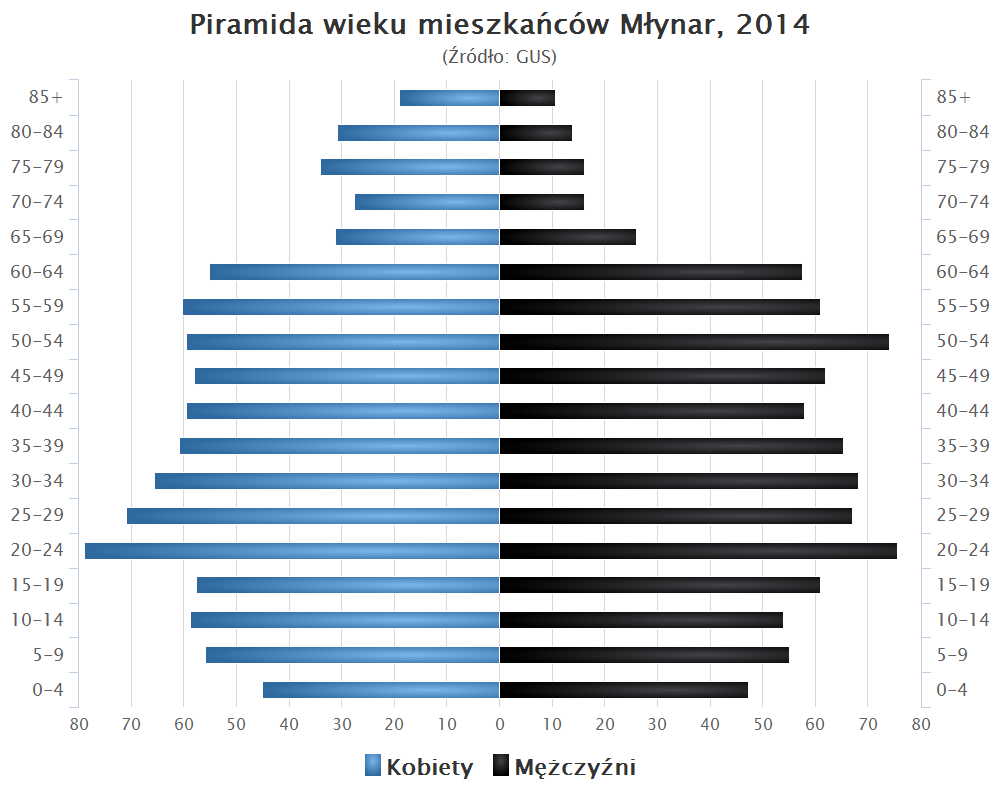
Piramida wieku mieszkańców Młynar w 2014 roku

## Zabytki

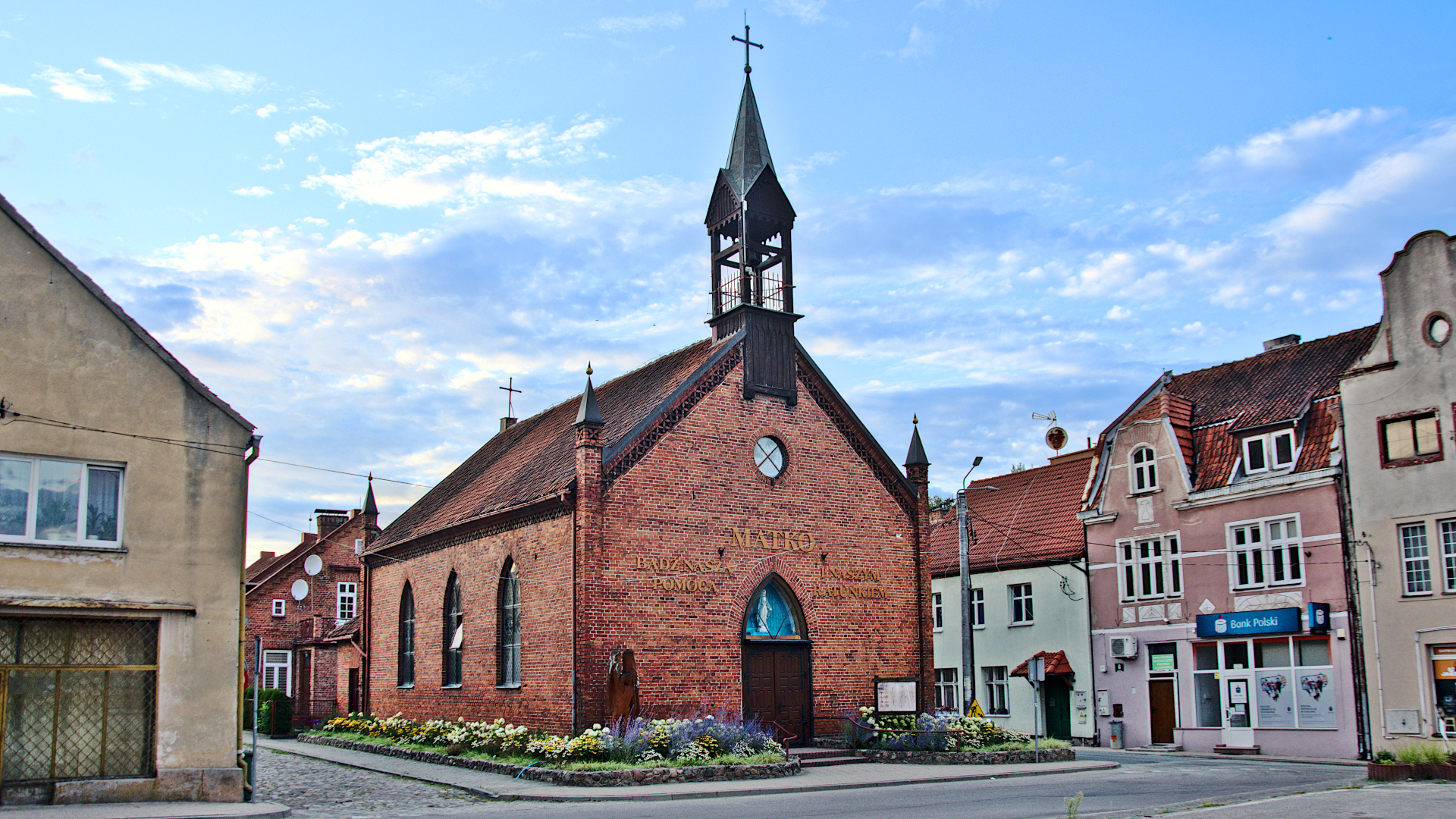
Kościół Niepokalanego Poczęcia NMP

- gotycki kościół św. Piotra Apostoła z 1327, zniszczony podczas pożaru, odbudowany w 1554, dwunawowy, z barokowym wyposażeniem z XVII w. (ołtarz główny o bogatej snycerce, ambona wsparta na plecach rzeźby Mojżesza, z 1654 roku wykonana przez snycerza elbląskiego, Hannsa Ohlmanna, organy, zbudowane w pracowni organmistrza z Królewca, Adama Gottloba Caspariniego z 1742 roku, wraz z prospektem pomalowane i pozłocone w 1756 roku przez Johana Turka z Ostródy[13], boczne ołtarzyki – Jezusa i Maryi). W kościele jest ogrzewanie tego samego typu, jak na zamku w Malborku. Wieża usytuowana charakterystycznie dla stylu pomezańskiego, tj. w północno-zachodnim narożniku. Pełniła istotną rolę obronną, świątynia zajmowała naroże murów, a wieża stanowiła część miejskich fortyfikacji[14] (nr rej. zabytk. NID 618/69 z 28.02.1968).
- kościół, pod wezwaniem Niepokalanego Poczęcia Najświętszej Maryi Panny z 1857 posiada obraz przedstawiający Maryję, będący darem papieża Piusa IX. Ażurowa sygnaturka nad fasadą, skromny neogotycki detal na elewacji.

- układ urbanistyczny zabudowy Starego Miasta
- domy przy ulicy Dworcowej 33 i Słowackiego 2–4, 6, 8, 10
- kaplica cmentarna
- ruiny dawnego młyna wodnego (ul. Młyńska 2)[15]

Zabytkami poza rejestrem NID są także:
- zabytkowy budynek szkolny (Dworcowa 8)
- zabytkowy budynek poczty
- dawna gospoda „Warmianka”

## Inne
W planach jest budowa zapory wodnej na rzece Bauda, przepływającej przez miasto i tym samym utworzenie zbiornika wodnego – „Zalewu Młynary” – razem z piaszczystą plażą, a także budowa elektrowni wodnej dla potrzeb miasta.

## Transport
Mieści się tu stacja kolejowa.
Przez miasto przechodzą drogi:
- 505 Pasłęk – Frombork

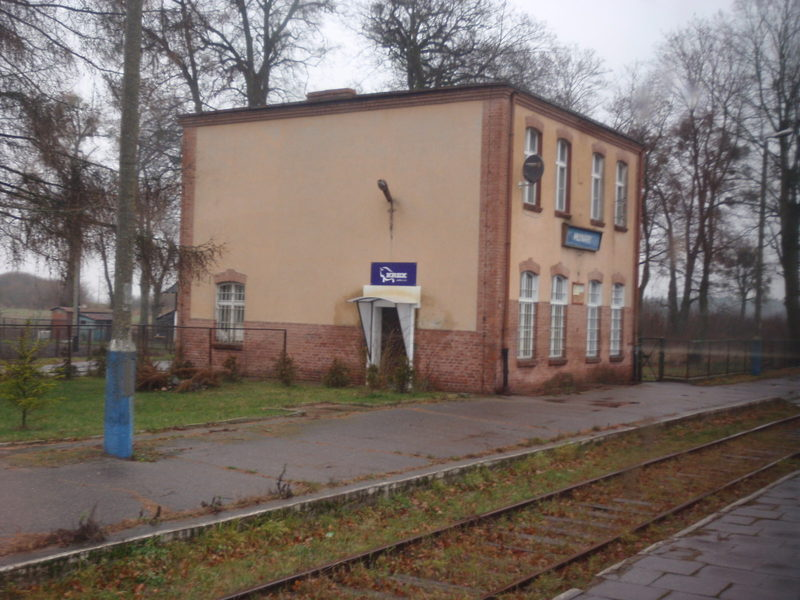
Stacja kolejowa

- 509 Elbląg – Młynary – Drwęczno

7,5 km od Młynar znajduje się droga ekspresowa S22

## Sport
W Młynarach działa klub piłkarski „Syrena”, który występuje w sezonie 2024/2025 w klasie A, gr. warmińsko-mazurskiej II.